# Општина Полигирос
Општина Полигирос (грч. Δήμος Πολυγύρου, Димос Полигиру) је општина у Грчкој у округу Халкидики, периферија Средишња Македонија. Административни центар је град Полигирос.

## Насељена места
Општина Полигирос је формирана 1. јануара 2011. године спајањем 4 некадашње административне јединице: Антемундес, Зервохорија, Ормилија и Полигирос.
- Општинска јединица Антемундес: Галачишта, Вавдос, Галаринос, Думбија, Кјуркцоглу, Принохори, Света Анастасија.
- Општинска јединица Зервохорија: Палеохора, Јероплатанос, Кримни, Маратуса, Платанохори, Риза.
- Општинска јединица Ормилија: Ормилија, Благовести, Ватопеди, Метаморфоси, Метох, Ниси, Нови Сермили, Паралија Ватопедиу, Псакудија, Свети Арсеније.
- Општинска јединица Полигирос: Полигирос, Врастама, Дијаставроси Палеокастру, Каливес Полигиру, Кели, Олинтос, Палеокастро, Пателидас, Плана, Сана, Свети Претеча, Таксиархис.